# Moments from Eden
Moments from Eden ist die zweite EP der britischen Band Ultravox. Die Aufnahmen entstanden am 23. und 24. April 2010 im Hamburger Veranstaltungsort Große Freiheit 36 und im Berliner Admiralspalast im Rahmen der Konzertreihe Return to Eden Part II, die 2010 durch Großbritannien und andere europäische Länder führte. Bereits ein Jahr zuvor gab die Band in der Besetzung Midge Ure, Billy Currie, Chris Cross und Warren Cann eine Comeback-Tournee und veröffentlichte später das zugehörige Livealbum Return to Eden – Live at the Roundhouse.
Die EP erschien als limitierte Ultimate Deluxe Edition auf einer CD und einer 10″-Schallplatte mit jeweils vier Titeln.

## Titelliste
1. New Europeans – 5:03
2. Herr X – 7:09
3. White China – 4:01
4. Love’s Great Adventure – 4:44

Der erste und dritte Titel wurde in Hamburg und die beiden anderen in Berlin aufgenommen.
Herr X ist die von Warren Cann während des Soundchecks auf Deutsch gesungene Version von Mr. X. Hingegen stammt die Instrumentierung aus dem späteren Konzert, in dem Cann das englische Original gemäß Setlist vortrug. Die Studioversion von Herr X befindet sich als Bonustrack auf der EMI Gold Edition (2000) und Remastered Definitive Edition (2008) des Albums Vienna sowie auf dem Kompilationsalbum Rare Vol. 1 (1993).

## Design
Die künstlerische Gestaltung übernahm der britische Grafikdesigner Rian Hughes. Das Gatefold-Cover enthält in den beiden Taschen das Booklet und die Vinylausgabe, während die CD auf der rechten Innenseite befestigt ist. Cover und Booklet sind aus hochwertigem Karton und Papier mit gerippter Textur gefertigt. Die Farbkomposition setzt sich aus Schwarz, Rot, Weiß und Grau zusammen, wobei Schwarz und Rot als Farbtöne dominieren. Sowohl die CD als auch die halbtransparente Schallplatte sind ebenfalls in Rot gehalten. Als Schriftart kam Korolev zum Einsatz, eine Kreation von Hughes’ eigenem Label Device Fonts.
Das geprägte Titelbild zeigt neben dem Bandnamen und den vier Songtiteln eine Fotografie des Berliner Fernsehturmes, die Hughes 2006 anlässlich seiner Teilnahme an der Designkonferenz TYPO Berlin machte. Weitere Aufnahmen architektonischer Stadtmotive entstanden am Haus der Kulturen der Welt sowie in New York City und Oslo. Im Booklet werden die avantgardistisch verfremdeten Fotos mit Zitaten aus den vier Songtexten verknüpft. Das Design erinnert an die früheren Ultravox-Alben Quartet und Monument – The Soundtrack. An mehreren Stellen auf Cover und Schallplatte befinden sich zudem die römischen Jahreszahlen MCMLXXX und MCMLXXXI (1980 und 1981). In der ursprünglichen Intention sollte damit auf die beiden Erscheinungsjahre der Originaltitel Bezug genommen werden. Hughes räumte später seinen Irrtum ein, da sowohl White China als auch Love’s Great Adventure im Jahr 1984 herauskamen, während New Europeans und Herr X zutreffenderweise vom 1980er-Album Vienna stammen.
Zusätzlich im Lieferumfang enthalten ist ein auf glänzendem DIN-A4-Fotopapier gedrucktes Artwork ähnlichen Stils. Das vertikal gespiegelte Bild greift das Thema von der Rückseite des Covers auf und zeigt in der Mitte eine schematisch dargestellte männliche Person mit einem X anstelle des Kopfes. Bei der Gestaltung wurde Hughes von der Comicserie Mister X des kanadischen Comicautors Dean Motter beeinflusst, der wiederum selbst den Ultravox-Song Mr. X als Inspirationsquelle für seine Werke nennt. Als Reminiszenz an das etwa 30 Jahre zuvor veröffentlichte Studioalbum Rage in Eden ist das markante Three-horse Logo auf dem Revers der abgebildeten Person zu sehen.

## Veröffentlichungen
Die EP wurde am 27. März 2011 zunächst bei Online-Musikdiensten veröffentlicht. Am 2. Mai erschien die limitierte und künstlerisch aufgewertete Ausgabe als kombinierte CD- und 10"-Vinyl-Version.
Darüber hinaus ist der ebenfalls in Berlin aufgenommene Song The Thin Wall (6:26) exklusiv beim Online-Anbieter iTunes erhältlich.